# Brumadinho
Brumadinho es un municipio brasileño del estado de Minas Gerais, localizado en la Región Metropolitana de Belo Horizonte. Su población medida por el IBGE en 2008 era de 33 693 habitantes.
El nombre «Brumadinho» se debe a las brumas comunes en toda la región montañosa en que se sitúa el municipio, especialmente en el período de la mañana.

## Historia
Una represa se rompió el 25 de enero de 2019 generando una avalancha que provocó destrozos en la localidad y más de un centenar de desaparecidos.